# Jair Pérez Brañez
Jair Pérez Brañez es un gestor cultural peruano. Fue ministro de Cultura del Perú entre el 10 y el 16 de diciembre de 2022, durante el gobierno de Dina Boluarte.

## Biografía
Tras realizar estudios en la Universidad Nacional Mayor de San Marcos, obtuvo la licenciatura en Literatura Peruana y Latinoamericana. Cuenta con una maestría en Estudios de la Cultura y Políticas Culturales en la Universidad Andina Simón Bolívar (Ecuador).

### Ministro de Cultura
El 10 de diciembre de 2022, fue nombrado y posesionado por la presidenta Dina Boluarte, como ministro de Cultura del Perú.
El día 16 del mismo mes, presentó su renuncia al cargo de ministro, manifestando su malestar por la pérdida de vidas humanas por las acciones de las fuerzas armadas durante las protestas a inicios del mes.